# Schlacht bei Kurupedion
Erster Diadochenkrieg (321–320 v. Chr.):
Hellespont
Zwischenzeit (320–319 v. Chr.):
Orkynia – Kretopolis – Nora
Zweiter Diadochenkrieg (319–316 v. Chr.):
Megalopolis – Byzantion – Kopratas – Paraitakene – Gabiene
Dritter Diadochenkrieg (315–311 v. Chr.):
Tyros – Gaza
Babylonischer Krieg (311–309 v. Chr.)
Vierter Diadochenkrieg (309–301 v. Chr.):
Salamis – Rhodos – Ipsos
Fünfter Diadochenkrieg (288–286 v. Chr.)
Sechster Diadochenkrieg (282–281 v. Chr.):
Kurupedion
Die Schlacht bei Kurupedion war ein militärischer Zusammenstoß in Kleinasien im Jahr 281 v. Chr. Sie fand auf der Ebene von Kurupedion (griech: Κούρου πεδίον/Kyrosfeld) nördlich von Magnesia in der heutigen Türkei statt.
Als militärischer Höhepunkt des sechsten Diadochenkrieges beendete diese Schlacht das Zeitalter der Diadochen, welches auf den Tod Alexanders des Großen 323 v. Chr. gefolgt war, und vollendete die Etablierung der hellenistischen Staatenwelt im östlichen Mittelmeer. In dieser Schlacht standen sich die beiden letzten Veteranen des Asienfeldzugs gegenüber, die zugleich auch die beiden letzten „Nachfolger“ (Diadochen) Alexanders waren.

## Hintergrund
Seit der Schlacht von Ipsos (vierter Diadochenkrieg) und dem Ende des Antigonos Monophthalmos im Jahr 301 v. Chr. ist im asiatischen Raum des ehemaligen Alexanderreichs eine verhältnismäßige Ruhe eingekehrt, in der sich die etablierten Diadochenherrscher einrichteten und ihre Reiche administrativ und ökonomisch ordnen konnten. Fast der gesamte asiatische Raum des einstigen Alexanderreichs wurde von Seleukos beherrscht, als dessen Machtzentrum zunächst Babylon diente, das er nach Ipsos allerdings nach Syrien verlegte. In Ägypten herrschte Ptolemaios, der das wohl am besten geordnete und wirtschaftlich wohlhabendste Reich aufgebaut hatte. Die Küstenregionen Westkleinasiens wurden beherrscht von Lysimachos, dessen eigentliches Machtzentrum allerdings das europäische Thrakien war. Diese drei Herrscher waren einst gegen Antigonos Monophthalmos verbündet, den sie bei Ipsos schließlich besiegten und sein Reich untereinander aufteilen konnten. Der Natur der Diadochenkriege folgend überlebte ihr Bündnis das Ende ihres Gegners aber nicht lang und schon standen sich die Verbündeten von einst als neue Rivalen gegenüber. Seleukos konkurrierte mit Ptolemaios um die Kontrolle über die strategisch wichtige Provinz Koilesyrien (heute Palästina und Israel) und mit Lysimachos verband ihn eine Rivalität um die Herrschaft in Kleinasien. Ihre Stärke und ihre geschickte Bündnispolitik verhinderten aber einstweilen den Ausbruch größere Kämpfe untereinander.
Der Hauptkriegsschauplatz in dieser Zeit war Europa, das heißt Griechenland. Dort kämpfte Demetrios Poliorketes unablässig gegen die Familie Kassanders, gegen Pyrrhos von Epiros und Lysimachos um die Herrschaft in Griechenland und Makedonien. Nachdem sich Demetrios im Jahr 294 v. Chr. scheinbar durchgesetzt hatte, wurde er 287 v. Chr. doch noch von Pyrrhos und Lysimachos aus Europa vertrieben, worauf er auf einem gescheiterten Feldzug (fünfter Diadochenkrieg) in Asien in die Gefangenschaft des Seleukos fiel in der er starb. Bis zum Jahr 285 v. Chr. konnte Lysimachos schließlich auch Pyrrhos militärisch besiegen und sich damit als Alleinherrscher in Makedonien durchsetzen.

## Kriegsgrund
Lysimachos war in jener Zeit der expansivste Herrscher im östlichen Mittelmeerraum und wurde vor allem von Seleukos mit Argwohn beobachtet. Allerdings waren es innerfamiliäre Konflikte im Haus des Lysimachos, die den letzten Waffengang der Diadochen auslösten. Mit zunehmendem Alter etablierte Lysimachos eine regelrechte Willkürherrschaft und Tyrannei in seinem Reich, in der er unliebsame Konkurrenten oder jene, die er dafür hielt, beseitigen ließ. Gefördert wurde dieses Verhalten von seiner zweiten Ehefrau Arsinoë II., die eine Tochter seines wichtigsten Verbündeten Ptolemaios I. von Ägypten war. Um ihren eigenen Kindern den Weg zum Thron zu ebnen, richteten sich deren Intrigen gegen ihren Stiefsohn Agathokles, dem ältesten Sohn des Lysimachos, der sich bereits als fähiger Feldherr bewiesen hatte und besonders von der jüngeren Generation als verheißungsvoller Nachfolger des Vaters betrachtet wurde. Wohl um das Jahr 287/286 v. Chr. wurde Lysimacheia von einem Erdbeben zerstört, was Lysimachos als böses Omen für seine wie auch seines Reiches Zukunft gedeutet habe. Arsinoë II. konnte ihn schließlich von einem angeblichen Verrat seines Sohnes überzeugen, worauf er um 283/282 v. Chr. seine Billigung zur Ermordung des Agathokles gab. Die Anhänger des Prinzen flohen darauf an den Hof des Seleukos, der die Gelegenheit als Rächer des Agathokles gegen den Tyrannen Lysimachos aufzutreten sofort ergriff und sein Heer zum Krieg rüstete. Die politische Großwetterlage begünstigte Seleukos in seinem Vorhaben, da just in dieser Zeit Ptolemaios I. von Ägypten gestorben war und Lysimachos deshalb von dieser Seite aus keine Hilfe erwarten konnte.

## Die Schlacht
Über die Schlacht von Kurupedion sind keinerlei Details überliefert, weder Stärkenangaben der Heere, Verluste noch die von den Heerführern angewandten Taktiken. Aus den Aufzeichnungen Justins ist lediglich zu entnehmen, dass die Schlacht im Frühjahr (Januar/Februar) 281 v. Chr. stattfand, dass Lysimachos getötet wurde und Seleukos somit siegte. Offenbar hatte dieser seinen Vormarsch nach Kleinasien bereits im Winter 282 v. Chr. begonnen, in dessen Verlauf einige Statthalter des Lysimachos zu ihm übergingen, wie zum Beispiel Philetairos von Pergamon. Schließlich hatte Seleukos schnell die Königsstadt Sardis eingenommen und darauf auf dem nah gelegenen „Feld des Kyros“ (Kurupedion) seinen Gegner zur entscheidenden Schlacht gestellt. Der Ort der Schlacht ist nur bei Porphyrios überliefert. Memnon von Herakleia wusste noch zu berichten, dass Lysimachos von der Hand eines Kriegers namens Malakon getötet wurde, der aus Herakleia am Pontos stammte.

## Folgen
Justin stilisierte Kurupedion in seinem Bericht zur Entscheidungsschlacht um die Alleinherrschaft im Alexanderreich zwischen den beiden letzten Gefährten des Eroberers, womit er die Bedeutung dieser Schlacht deutlich übertrieb. Von der Existenz eines Alexanderreichs im Jahr 281 v. Chr. kann längst nicht mehr gesprochen werden, zumal Justin in seiner Einschätzung das bereits etablierte und gefestigte Reich der Ptolemäer in Ägypten ignorierte. Tatsächlich fühlte sich Seleukos durch seinen Sieg zur Übernahme des Lysimachos-Reichs (Thrakien, Makedonien, Westkleinasien) legitimiert, spielte allerdings nicht mit dem Gedanken, es mit seinem asiatischen Reich administrativ zu vereinen. Stattdessen übergab er seinem ältesten Sohn Antiochos I. die Herrschaft in Asien um selbst den Hellespont zu überqueren um seine letzten Lebensjahre als König in seiner Heimat Makedonien zu verbringen, die er fünfzig Jahre zuvor mit Alexander verlassen hatte.
Dieses Vorhaben wurde allerdings jäh von Ptolemaios Keraunos vereitelt, der seit seiner Exilierung aus Ägypten dem Hof der Seleukiden angehört und sich nach Kurupedion dem Gefolge des Seleukos angeschlossen hatte. Offenbar hatte Keraunos die Hoffnung gehegt, durch die Unterstützung des Seleukos den ägyptischen Thron gegen seinen Halbbruder Ptolemaios II. gewinnen zu können, die sich aber durch die Alterspläne seines Gönners zerschlug. Auf der europäischen Seite des Hellespontes nur unweit von Lysimacheia, der Stadt seines alten Kampfgefährten, Verbündeten und Gegners, wurde Seleukos auf den Marsch nach Makedonien von Keraunos ermordet. Dieser ritt darauf nach Lysimacheia, wo sich noch der Tross mit dem Königsdiadem befand, das er sich aufsetzte und nun selbst den Thron von Makedonien forderte. Somit fand der letzte Diadoche sein Ende durch Gewalt, wie viele andere vor ihm auch, und mit ihm das Zeitalter der Gefährten Alexanders.
Durch den Tod des Seleukos hielt sich der aus der Schlacht von Kurupedion erfolgte Gewinn für die Seleukidendynastie in Grenzen. Antiochos I. konnte zwar die Westküste Kleinasiens mit ihren bedeutenden Ägäishäfen dem Seleukidenreich anschließen, aber die Herrschaft der Dynastie sollte sich in den folgenden Jahren hier als wenig stabil erweisen. Mehrere Statthalter dieser Region sagten sich bald von den Seleukiden los und gründeten eigene Königreiche, von denen das von Pergamon das historisch prominenteste war.